# Triticum turgidovillosum
Triticum turgidovillosum är en gräsart som beskrevs av Tschermak. Triticum turgidovillosum ingår i släktet veten, och familjen gräs. Inga underarter finns listade i Catalogue of Life.